# Sundasalanx
Sundasalanx es un género de peces, el único género de la familia Sundasalangidae del orden Clupeiformes. Sus especies se distribuyen por el Sudeste Asiático.

## Especies
Se reconocen las siguientes:
- Sundasalanx malleti Siebert & Crimmen, 1997
- Sundasalanx megalops Siebert & Crimmen, 1997
- Sundasalanx mekongensis Britz & Kottelat, 1999
- Sundasalanx mesops Siebert & Crimmen, 1997
- Sundasalanx microps T. R. Roberts, 1981
- Sundasalanx platyrhynchus Siebert & Crimmen, 1997
- Sundasalanx praecox T. R. Roberts, 1981